# اشتوکای
اشتوکای (به آلمانی: Stöckey) یک منطقهٔ مسکونی در آلمان است که در سوننشتاین (تورینگن) واقع شده‌است. اشتوکای ۴۲۰ نفر جمعیت دارد.